# ملك جزر البهاما
الملكية في جزر البهاما هي نظام حكم يكون فيه الملك الوراثي هو الحاكم ورئيس الدولة في كومنولث جزر البهاما . الملك الباهامي الحالي ورئيس الدولة منذ 8 سبتمبر 2022 هو الملك تشارلز الثالث. وباعتباره صاحب السيادة، فهو التجسيد الشخصي للتاج الباهامي. على الرغم من أن شخص الملك مشترك بالتساوي مع 14 دولة مستقلة أخرى داخل الكومنولث الدولي، فإن الملكية في كل دولة منفصلة ومتميزة قانونيا. ونتيجة لذلك، يحمل الملك الحالي رسميا لقب ملك جزر البهاما، وبهذه الصفة، يتولى هو وأعضاء آخرون من العائلة المالكة مهام عامة وخاصة محليا وخارجيا كممثلين لدولة جزر البهاما. ومع ذلك، فإن الملك هو العضو الوحيد في العائلة المالكة الذي يتمتع بأي دور دستوري.
تقع كافة السلطات التنفيذية على عاتق الملك، ويتطلب البرلمان البهامي الحصول على الموافقة الملكية لسن القوانين، ولكي يكون لبراءات الاختراع والأوامر الصادرة عن المجلس أثر قانوني. يتم ممارسة معظم الصلاحيات من قبل أعضاء البرلمان المنتخبين، ووزراء التاج الذين يتم اختيارهم عمومًا من بينهم، والقضاة وقضاة الصلح. وتعتبر الصلاحيات الأخرى الممنوحة للملك، مثل إقالة رئيس الوزراء، ذات أهمية كبيرة ولكنها تُعامل فقط باعتبارها صلاحيات احتياطية وجزءًا أمنيًا مهمًا من دور النظام الملكي.
تعمل الملكية اليوم بشكل أساسي كضامن للحكم المستمر والمستقر وضمانة غير حزبية ضد إساءة استخدام السلطة. في حين أن بعض الصلاحيات لا يمارسها إلا الملك، فإن معظم واجبات الملك التشغيلية والاحتفالية يمارسها ممثله، الحاكم العام لجزر الباهاما.

## الأصل
في عام 1629، منح الملك تشارلز الأول روبرت هيث، النائب العام لإنجلترا، أراضٍ في أمريكا بما في ذلك "جزر الباهاما وجميع الجزر الأخرى الواقعة جنوب القارة أو بالقرب منها". تأسست بلدة تشارلز في عام 1660 وتم تسميتها على اسم الملك تشارلز الثاني، ولكن تم تغيير اسمها إلى ناسو بعد تولي ويليام الثالث العرش؛ كانت منطقة ناسو الألمانية تابعة لعائلة ويليام.
أصبحت جزر البهاما مستعمرة تابعة للتاج البريطاني في عام 1718، عندما اتخذت بريطانيا إجراءات صارمة ضد القرصنة. في أغسطس 1940، تم تعيين دوق وندسور حاكماً لجزر الباهاما. وصل إلى المستعمرة مع زوجته واليس، دوقة وندسور. وقد حظي الدوق في ذلك الوقت بالثناء على جهوده في مكافحة الفقر في الجزر. في مايو 1963، انعقد مؤتمر في لندن للنظر في وضع دستور جديد للجزر. تم منح الجزر حكمًا ذاتيًا داخليًا كاملاً، مع احتفاظ الحاكم بسلطات محجوزة فقط للشؤون الخارجية والدفاع والأمن الداخلي.
في 10 يوليو 1973، سلم تشارلز أمير ويلز الوثائق الرسمية إلى رئيس الوزراء ليندن بيندلينج، والتي أعلنت رسميًا أن جزر الباهاما دولة مستقلة تمامًا، ضمن الكومنولث الدولي. بعد فترة وجيزة من الاستقلال، تم تعيين السير جون بول كأول حاكم عام لجزر الباهاما ، والممثل الملكي المساعد للملكة إليزابيث الثانية، ملكة جزر الباهاما.
في عام 2013، قال تشارلز، أثناء تذكره لترؤسه احتفالات الاستقلال نيابة عن الملكة: "أتذكر أنني في تلك الأيام كنت صغيرًا بما يكفي لحضور ثلاث حفلات استقلال في نفس الليلة، وليس حفلة واحدة! لقد كان ذلك بمثابة مهمة شاقة، ولن أنسى أبدًا الرقص مع السيدة بيندلينج، زوجة رئيس وزراء جزر الباهاما آنذاك، والعديد من السيدات الرائعات الأخريات في جزر الباهاما".

## التاج الباهامي وجوانبه
جزر البهاما هي واحدة من خمس عشرة دولة مستقلة، تُعرف باسم ممالك الكومنولث، والتي تتقاسم سيادتها مع ممالك أخرى في الكومنولث ، حيث تكون علاقة الملك مع جزر البهاما مستقلة تمامًا عن منصبه كملك لأي مملكة أخرى. على الرغم من أن كل مملكة من ممالك الكومنولث - بما في ذلك جزر الباهاما - تتقاسم نفس الشخص باعتباره ملكها، فإنها تتمتع بالسيادة والاستقلال عن المملكة الأخرى. يتم تمثيل الملك الباهامي بواسطة نائب الملك - الحاكم العام لجزر الباهاما - في مملكة الباهاما.
منذ استقلال جزر البهاما في عام 1973، كان للتاج الوطني الشامل طابع مشترك وآخر منفصل، وكان دور الملك كملك لجزر البهاما مختلفًا عن وضعه كملك لأي مملكة أخرى، بما في ذلك المملكة المتحدة.  وبذلك توقفت الملكية عن كونها مؤسسة بريطانية حصرية، وأصبحت في جزر الباهاما مؤسسة بهامية أو "مُستأنسة.
يتضح هذا التقسيم بعدة طرق: على سبيل المثال، يحمل الملك لقبًا بهاميًا فريدًا، وعندما يتصرف في الأماكن العامة على وجه التحديد كممثل لجزر الباهاما، فإنه يستخدم، حيثما أمكن، رموزًا بهامية، بما في ذلك العلم الوطني للبلاد، والرموز الملكية الفريدة ، وما شابه ذلك. لا يجوز إلا لوزراء الحكومة البهامية تقديم المشورة للملك بشأن شؤون الدولة البهامية.
في جزر البهاما، يشار إلى الشخصية القانونية للدولة باسم "جلالة الملك بحق جزر البهاما".

## العنوان
بعد فترة وجيزة من الاستقلال، اعتمدت إليزابيث الثانية، بناءً على طلب رئيس وزراء جزر البهاما، أسلوبًا وألقابًا منفصلة ومتميزة في دورها كملكة جزر البهاما. بموجب إعلان صدر في 10 أغسطس 1973، أصبح لقب الملكة وألقابها فيما يتعلق بجزر الباهاما كما يلي: إليزابيث الثانية، بفضل الله، ملكة كومنولث جزر الباهاما وممالكها وأقاليمها الأخرى، رئيسة الكومنولث. منذ تولي تشارلز الثالث العرش، أصبح لقب الملك هو: تشارلز الثالث، بفضل الله ملك كومنولث جزر الباهاما وممالكه وأقاليمه الأخرى، ورئيس الكومنولث.
ينقل هذا الأسلوب وضع جزر الباهاما باعتبارها مملكة مستقلة، ويسلط الضوء على دور الملك على وجه التحديد باعتباره حاكم جزر الباهاما، بالإضافة إلى الجانب المشترك للتاج في جميع الممالك. وعادة ما يطلق على الملك لقب "ملك جزر البهاما"، ويتم مخاطبته بهذه الصفة عندما يكون في جزر البهاما، أو أثناء قيامه بواجبات نيابة عن جزر البهاما في الخارج.

## قسم الولاء
يعتبر تجسيدًا للدولة، فإن الملك هو موضع قسم الولاء. يتم ذلك ردًا على قسم التتويج الذي يتعهد فيه الملك بحكم شعوب ممالكهم "وفقًا لقوانينهم وعاداتهم الخاصة".
قسم الولاء في جزر البهاما هو: "أنا (الاسم) أقسم بأن أكون مخلصًا وأحمل الولاء الحقيقي لجلالة الملك تشارلز الثالث وورثته وخلفائه، وفقًا للقانون. فليعينني الله."

### الخلافة
كما هو الحال مع بعض الممالك الأخرى، تخضع جزر البهاما لقانون المملكة المتحدة لتحديد خط الخلافة. تتم الخلافة عن طريق البكورية المطلقة التي تحكمها أحكام قانون خلافة التاج لعام 2013 ، بالإضافة إلى قانون التسوية لعام 1701 ، ووثيقة الحقوق لعام 1689. يقتصر هذا التشريع على الخلافة على الأبناء الطبيعيين (غير المتبنين ) الشرعيين لصوفيا، ناخبة هانوفر، وينص على أن الملك لا يمكن أن يكون كاثوليكيًا رومانيًا، ويجب أن يكون على اتصال بكنيسة إنجلترا عند اعتلائه العرش. على الرغم من أن هذه القوانين الدستورية، كما تنطبق على جزر الباهاما، لا تزال تقع ضمن سيطرة البرلمان البريطاني، فإن كل من المملكة المتحدة وجزر الباهاما لا تستطيعان تغيير قواعد الخلافة دون موافقة إجماعية من الممالك الأخرى، ما لم يتم ترك علاقة الملكية المشتركة صراحةً، وهو الوضع الذي ينطبق بشكل متطابق في جميع الممالك الأخرى، والذي تم تشبيهه بمعاهدة بين هذه البلدان.
عند وفاة الملك أو تنازله عن العرش، من المعتاد أن يتم الإعلان علنًا عن تولي الملك الجديد العرش من قبل الحاكم العام في العاصمة ناسو، بعد تولي الملك العرش. وبغض النظر عن أي إعلانات، فإن وريث الملك الراحل يخلفه على الفور وبشكل تلقائي، دون الحاجة إلى تأكيد أو مراسم أخرى. تلي ذلك أيضًا فترة مناسبة من الحداد، حيث يتم تنكيس الأعلام في جميع أنحاء البلاد تكريمًا للملك الراحل. ومن المرجح أن يكون يوم الجنازة عطلة رسمية.

## الدور الدستوري والامتياز الملكي
يتألف دستور جزر البهاما من مجموعة متنوعة من القوانين والاتفاقيات التي تمنح جزر البهاما نظامًا برلمانيًا للحكومة في ظل ملكية دستورية، حيث يكون دور الملك والحاكم العام قانونيًا وعمليًا، ولكنه ليس سياسيًا. تعتبر التاج مؤسسة، حيث تتقاسم عدة أجزاء سلطتها مع الكل، حيث يكون الملك هو الشخص في مركز البناء الدستوري، وهذا يعني أن جميع سلطات الدولة تقع دستوريًا في يد الملك الباهامي. يُشار إلى حكومة جزر البهاما رسميًا أيضًا باسم حكومة جلالة الملك. يتم تنفيذ معظم الواجبات المنزلية للملك من قبل الحاكم العام، الذي يعينه الملك بناءً على نصيحة رئيس وزراء جزر البهاما.
تعمل جميع مؤسسات الحكومة تحت سلطة الملك؛ والسلطات الواسعة التي تنتمي إلى التاج الباهامي تُعرف مجتمعة باسم الامتياز الملكي . لا يشترط الحصول على موافقة البرلمان لممارسة الامتياز الملكي؛ وعلاوة على ذلك، فإن موافقة التاج ضرورية قبل أن يتمكن أي من مجلسي البرلمان من مناقشة مشروع قانون يؤثر على امتيازات الملك أو مصالحه.

## المسؤوليات
أحد الواجبات الرئيسية للتاج هو تعيين رئيس وزراء ، والذي يرأس بعد ذلك مجلس الوزراء البهامي ويقدم المشورة للملك أو الحاكم العام حول كيفية تنفيذ سلطاتهم التنفيذية على جميع جوانب العمليات الحكومية والشؤون الخارجية. إن دور الملك، وبالتالي دور نائب الملك، رمزي وثقافي بالكامل تقريبًا، حيث يعمل كرمز للسلطة القانونية التي تعمل بموجبها جميع الحكومات والوكالات، بينما يوجه مجلس الوزراء استخدام الامتياز الملكي، والذي يتضمن امتياز إعلان الحرب، والحفاظ على سلام الملك ، وتوجيه تصرفات قوة الدفاع الملكية في جزر البهاما ، بالإضافة إلى استدعاء البرلمان وتأجيله والدعوة إلى إجراء انتخابات. ومع ذلك، من المهم أن نلاحظ أن الامتياز الملكي ينتمي إلى التاج وليس إلى أي من الوزراء، على الرغم من أنه قد يبدو في بعض الأحيان على هذا النحو، ويسمح الدستور للحاكم العام باستخدام هذه الصلاحيات من جانب واحد فيما يتعلق بإقالة رئيس الوزراء وحل البرلمان وإقالة القاضي في حالات الأزمات الدستورية الاستثنائية.
هناك أيضًا بعض الواجبات التي يقوم بها الملك على وجه التحديد، مثل تعيين الحاكم العام.
للحفاظ على استقرار الحكومة الباهامية، يعين الحاكم العام رئيسًا للوزراء الفرد الأكثر احتمالية للحفاظ على دعم مجلس النواب الباهامي. يعين الحاكم العام أيضًا مجلس وزراء، بناءً على توجيهات رئيس الوزراء، بما لا يقل عن ثمانية وزراء آخرين من التاج. يتم إبلاغ الملك من قبل نائبه بقبول استقالة رئيس الوزراء وأداء رئيس وزراء جديد وأعضاء آخرين في الوزارة للقسم، ويظل مطلعًا بشكل كامل من خلال الاتصالات المنتظمة من وزرائه البهاميين. يتم تعيين أعضاء مختلف الوكالات التنفيذية والمسؤولين الآخرين من قبل التاج. كما يقع تعيين أعضاء مجلس الشيوخ، وقضاة المحكمة العليا أيضًا ضمن الاختصاص الملكي.

## الشؤون الخارجية
يمتد الامتياز الملكي أيضًا إلى الشؤون الخارجية: إذ يصادق الحاكم العام على المعاهدات والتحالفات والاتفاقيات الدولية. كما هو الحال مع الاستخدامات الأخرى للامتياز الملكي، لا يشترط الحصول على موافقة برلمانية. ومع ذلك، لا يمكن للمعاهدة أن تغير القوانين المحلية لجزر البهاما؛ وفي مثل هذه الحالات يكون صدور قانون من البرلمان ضروريا. كما يقوم الحاكم العام، نيابة عن الملك، باعتماد المفوضين الساميين والسفراء البهاميين ويستقبل الدبلوماسيين من الدول الأجنبية. بالإضافة إلى ذلك، فإن إصدار جوازات السفر يقع ضمن الاختصاص الملكي، وبالتالي يتم إصدار جميع جوازات السفر الباهامية باسم الحاكم العام، ممثل الملك في جزر الباهاما.

## البرلمان
يعد الملك، إلى جانب مجلس الشيوخ ومجلس النواب، أحد المكونات الثلاثة للبرلمان البهامي. مع ذلك، لا يشارك الملك في العملية التشريعية؛ أما نائب الملك فيشارك فيها فقط في منح الموافقة الملكية. علاوة على ذلك، ينص الدستور على أن الحاكم العام هو المسؤول الوحيد عن تعيين أعضاء مجلس الشيوخ. يتعين على نائب الملك أن يقوم بتعيين تسعة أعضاء في مجلس الشيوخ بناءً على مشورة رئيس الوزراء، وأربعة بناءً على مشورة زعيم المعارضة، وثلاثة بناءً على مشورة كليهما. يقوم نائب الملك أيضًا باستدعاء البرلمان وتأجيله وحله، وبعد ذلك، يتم عادةً توقيع أوامر الانتخابات العامة من قبل الحاكم العام في دار الحكومة في ناسو.
تتميز الدورة البرلمانية الجديدة بافتتاح البرلمان، حيث يقرأ الملك أو الحاكم العام خطاب العرش. لا يتم سن جميع القوانين في جزر الباهاما إلا بعد حصول نائب الملك على الموافقة الملكية باسم الملك. الموافقة الملكية والإعلان مطلوبان لجميع أعمال البرلمان، وعادة ما يتم منحها أو حجبها من قبل الحاكم العام، مع الختم العام لجزر الباهاما.

## المحاكم
في ممالك الكومنولث، يكون الملك مسؤولاً عن تحقيق العدالة لجميع رعاياه، وبالتالي يُعتبر تقليديًا مصدر العدالة .  في جزر الباهاما، تعتبر الجرائم الجنائية قانونيًا جرائم ضد الملك، وتقام الدعاوى القضائية الخاصة بالجرائم التي تستوجب الاتهام باسم الملك في شكل الملك [أو الملكة] ضد [الاسم]. من ثم، فإن القانون العام ينص على أن الملك "لا يمكن أن يرتكب خطأ"؛ ولا يمكن محاكمة الملك في محاكمه الخاصة بتهمة ارتكاب جرائم جنائية.
يتم تعيين جميع قضاة المحكمة العليا من قبل الحاكم العام. عند توليهم مناصبهم، يتعين على جميع القضاة البهاميين أن يقسموا اليمين أمام الملك. بموجب قانون القسم الرسمي ، القسم القضائي هو: "أنا (الاسم) أقسم بأنني سأخدم جلالة الملك تشارلز الثالث وورثته وخلفائه بأمانة في منصب ________ وسأعامل جميع الناس وفقًا لقوانين وعادات جزر الباهاما دون خوف أو محاباة أو عاطفة أو سوء نية. فليساعدني الله."
يمكن للحاكم العام، نيابة عن ملك جزر الباهاما، أن يمنح الحصانة من الملاحقة القضائية، ويمارس امتياز الرحمة الملكي، ويعفو عن الجرائم ضد التاج، سواء قبل المحاكمة أو أثناءها أو بعدها. يتم وصف ممارسة "امتياز الرحمة" لمنح العفو وتخفيف أحكام السجن في المادة 90 من الدستور.

## الدور الثقافي
يرسل الملك البهامي رسائل تهنئة إلى المواطنين البهاميين الذين يحتفلون بعيد ميلادهم المائة، وإلى الأزواج المتزوجين في الذكرى الخمسين والستين لزواجهم.

## التاج والشرف
في ممالك الكومنولث، يُعتبر الملك مصدر الشرف. على نحو مماثل، يمنح الملك، بصفته حاكم جزر البهاما، الجوائز والأوسمة في جزر البهاما باسمه. يتم منح معظمها في كثير من الأحيان بناءً على نصيحة "وزراء جلالة الملك في جزر البهاما". من خلال إقرار قانون الأوسمة الوطنية لعام 2016، أنشأت جزر البهاما سبعة أوسمة وطنية في 27 يناير 2016. يشغل نائب الملك الممثل الملكي، الحاكم العام، منصب المستشار لجميع هذه الأوامر.

## التاج وقوات الدفاع
يقع التاج على قمة قوة الدفاع الباهامية. ينعكس ذلك في السفن البحرية التابعة لجزر الباهاما، والتي تحمل البادئة HMBS ، أي سفينة جلالة الملك الباهامية،  تُعرف قوة دفاع جزر البهاما باسم " قوة الدفاع الملكية لجزر البهاما . الملك هو رئيس قوات الدفاع الربدية. في سبتمبر 1979، زارت الأميرة آن قاعدة قوات الدفاع في جزر البهاما في كورال هاربور، وكشفت عن لوحة تشير إلى القاعدة باعتبارها "سفينة صاحبة الجلالة الباهامية كورال هاربور". منحت الأميرة رسميًا لقب "ملكي" للقوة، مما جعلها تُعرف منذ ذلك الحين باسم "قوة الدفاع الملكية لجزر الباهاما". يجب على كل عضو في قوة الدفاع الملكية لجزر البهاما أن يقسم قسم الولاء للملك البهامي عند توليه منصبه. القسم هو:
"أنا (الاسم) أقسم بالله العظيم أن أكون مخلصًا وأحمل الولاء الحقيقي لجلالة الملك تشارلز الثالث وورثته وخلفائه وفقًا للقانون، وأنني سأدافع بصدق وإخلاص عن كومنولث جزر البهاما ضد جميع الأعداء كما هو ملزم بالواجب، وسألتزم وأطيع جميع الأوامر القانونية لقائد قوة الدفاع والضباط وضباط الصف ومشاة البحرية الذين يعلوونني".

## التاج وقوات الشرطة
تعرف قوة الشرطة الوطنية في ثاماس باسم "قوة شرطة جزر البهاما الملكية". يظهر تاج القديس إدوارد على شارات وشعارات رتب الشرطة الباهامية، مما يوضح أن النظام الملكي هو مركز السلطة. يجب على كل عضو في قوة الشرطة الملكية في جزر البهاما أن يقسم قسم الولاء لملك جزر البهاما عند توليه منصبه. بموجب قانون خدمة الشرطة الباهامية، فإن اليمين الذي يجب أن يؤدى بعد قسم الولاء هو: 
"أنا (الاسم) أقسم بأنني سأخدم سيدنا الملك بكل إخلاص في منصب _____ دون محاباة أو عاطفة أو حقد أو سوء نية، وأنني سأعمل على الحفاظ على سلام جلالته؛ وأنني سأمنع، بأقصى ما في وسعي، كل الجرائم ضده؛ وبينما سأستمر في شغل المنصب المذكور، سأقوم، بأفضل ما لدي من مهارات وخبرة، بأداء جميع واجباته بأمانة وفقًا للقانون. فليعينني الله"

## الرموز الملكية الباهامية
الرمز الرئيسي للملكية البهامية هو الملك نفسه. ولذلك، يتم عرض صوره المؤطرة في المباني العامة والمكاتب الحكومية. تحتوي الأوراق النقدية في جزر البهاما على صورة الملك على الوجه الأمامي. وتظهر صورة الملك أيضًا على الطوابع التذكارية الباهامية. كما يستخدم التاج أيضًا لتوضيح النظام الملكي باعتباره مركز السلطة، حيث يظهر على شارات رتب قوات الشرطة، وعمال البريد، وضباط السجون. حفظ الله الملك هو النشيد الملكي لجزر الباهاما. بموجب قسم المواطنة البهامية، يتعين على المواطنين البهاميين الجدد أن يؤدوا قسم الولاء لملك جزر البهاما وورثته وخلفائه.

## الزيارات الملكية
قام أفراد العائلة المالكة بزيارة جزر الباهاما في عدة مناسبات. كجزء من جولات أكبر في منطقة البحر الكاريبي، قامت الملكة إليزابيث الثانية وزوجها الأمير فيليب، دوق إدنبرة ، بزيارة الجزر في فبراير 1966. في يوليو 1973، مثل تشارلز أمير ويلز الملكة في احتفالات استقلال جزر البهاما في ناسو. عادت الملكة وزوجها إلى الجزر في فبراير 1975، ومرة أخرى خلال جولة اليوبيل الفضي في أكتوبر 1977. زارت الأميرة آن جزر الباهاما في عام 1979 مع زوجها الكابتن مارك فيليبس لإحياء ذكرى مرور 250 عامًا على الديمقراطية البرلمانية في جزر الباهاما. في رسالة التهنئة، قالت الملكة: "بصفتي ملكة جزر البهاما، يسعدني جدًا أن أرسل تحياتي وأطيب تمنياتي لحكومة وشعب كومنولث جزر البهاما في هذه المناسبة التاريخية. وأنا مسرورة بشكل خاص لأن ابنتي تمكنت من الانضمام إلى احتفالاتكم".
قام تشارلز وديانا، أمير وأميرة ويلز، بزيارة البلاد في عام 1982 لقضاء إجازة لمدة 10 أيام. قامت الملكة والأمير فيليب بزيارة ناسو لحضور اجتماع رؤساء حكومات الكومنولث في أكتوبر 1985. زارت الملكة والدوق مرة أخرى في مارس 1994. قام الأمير هاري بزيارة جزر البهاما في مارس 2012، خلال جولته في منطقة البحر الكاريبي للاحتفال باليوبيل الماسي للملكة . وفي خطاب له، قال إن شعار البلاد "يجسد التزام الملكة الاستثنائي طيلة حياتها بخدمة المجتمع: إلى الأمام، إلى الأعلى، إلى الأمام، معًا". زارت الأميرة الملكية جزر البهاما في عام 2015. زار إيرل وكونتيسة ويسيكس المكان في عام 2016.
قام دوق ودوقة كامبريدج بجولة في البلاد في مارس 2022، للاحتفال باليوبيل البلاتيني للملكة. قام إيرل وكونتيسة ويسيكس بزيارة في فبراير 2023 لحضور حفل توزيع جوائز الحاكم العام للشباب (GGYA) الذهبية.

## المناظرة
لم تكن الملكية موضوعًا رئيسيًا للنقاش في جزر البهاما. وقد توصلت اللجنة الدستورية، التي أوصت بجعل الحاكم العام رئيساً، إلى "مشاعر مختلطة" بشأن هذه المسألة، حيث أبدى عدد كبير من المستجيبين عدم اهتمامهم. في عام 2020، صرح المدعي العام السابق شون ماكويني بأن انتقال جزر البهاما إلى الجمهورية قد يكون "حتميًا" في مرحلة ما، ولكن لا توجد شهية حقيقية أو زخم بين عامة الناس في جزر البهاما لذلك حتى الآن، ولا توجد إرادة سياسية سائدة. هناك بعض الأحزاب الجمهورية الصغيرة والجديدة مثل ائتلاف المستقلين.
في أعقاب إعلان تولي تشارلز الثالث العرش ، أعلن رئيس الوزراء فيليب ديفيس عن نية حكومته إجراء استفتاء بشأن التحول إلى جمهورية. مع ذلك، فإن غالبية سكان جزر البهاما يؤيدون استمرار نظامهم الملكي وليس لديهم مشاعر قوية بشأن التحول إلى جمهورية.

## قائمة الملوك البهاميين
| لَوحَة | الاسم الملكي (الولادة – الوفاة) | الحكم على جزر الباهاما | الحكم على جزر الباهاما | الاسم الكامل           | زوجة            | منزل   |
| لَوحَة | الاسم الملكي (الولادة – الوفاة) | يبدأ                   | نهاية                  | الاسم الكامل           | زوجة            | منزل   |
| --- | ------------------------------- | ---------------------- | ---------------------- | ---------------------- | --------------- | ------ |
| | إليزابيث الثانية (1926–2022)    | 10 يوليو 1973          | 8 سبتمبر 2022          | إليزابيث ألكسندرا ماري | فيليب ماونتباتن | وندسور |
| الحكام العامون: السير جون بول ، السير ميلو بتلر ، السير جيرالد كاش ، السير هنري ميلتون تايلور ، السير كليفورد دارلينج ، السير أورفيل تورنكويست ، السيدة آيفي دومون، آرثر ديون هانا ، السير آرثر فولكس ، السيدة مارغريت بيندلينج ، السير كورنيليوس أ. سميث رؤساء الوزراء: السير ليندن بيندلينج ، هيوبرت إنغرام ، بيري كريستي ، هيوبرت مينيس ، فيليب ديفيس | إليزابيث الثانية (1926–2022)    |                        |                        |                        |                 |        |
| | تشارلز الثالث (مواليد 1948)     | 8 سبتمبر 2022          | حاضر                   | تشارلز فيليب آرثر جورج | كاميلا شاند     | وندسور |
| الحكام العامون: السير كورنيليوس أ. سميث ، السيدة سينثيا أ. برات رؤساء الوزراء: فيليب ديفيس | تشارلز الثالث (مواليد 1948)     |                        |                        |                        |                 |        |